# Hodîha, Dzerjînsk
Hodîha (în ucraineană Годиха) este localitatea de reședință a comunei Hodîha din raionul Dzerjînsk, regiunea Jîtomîr, Ucraina.

## Demografie
Componența lingvistică a localității Hodîha
     Ucraineană (96,21%)
     Rusă (3,28%)
Conform recensământului din 2001, majoritatea populației localității Hodîha era vorbitoare de ucraineană (96,21%), existând în minoritate și vorbitori de rusă (3,28%).